# Lozzi
Lozzi település Franciaországban, Haute-Corse megyében. Lakosainak száma 110 fő (2022. január 1.). Lozzi Asco, Albertacce, Calacuccia és Corscia községekkel határos.

## Népesség
A település népességének változása:
| Lakosok száma | 348  | 230  | 136  | 130  | 124  | 124  | 118  | 113  | 111  | 110  |
|               | 1968 | 1982 | 1990 | 2006 | 2013 | 2015 | 2017 | 2019 | 2020 | 2022 |